# جیمز مرندینو
جیمز مرندینو (انگلیسی: James Merendino؛ زادهٔ ۱۱ ژانویهٔ ۱۹۶۹) کارگردان، تهیه‌کننده، فیلم‌نامه‌نویس و بازیگر اهل ایالات متحده آمریکا است. وی از سال ۱۹۹۱ میلادی تاکنون مشغول فعالیت بوده‌است.
از فیلم‌هایی که وی در آن‌ها نقش داشته‌است، می‌توان به اس ال سی پانک! و آمریکانا اشاره نمود.